# Liste der Nummer-eins-Hits in der Slowakei (2013)
Dies ist eine Liste der Nummer-eins-Hits in der Slowakei im Jahr 2013. Sie basiert auf den Auswertungen von IFPI ČR, der nationalen Vertretung der tschechischen Musikindustrie. Grundlage sind die Rádio Top 100 für Singles.

## Singles
| ← 2012 ← | Liste der Nummer-eins-Hits in der Slowakei (Rádio Top 100) | Liste der Nummer-eins-Hits in der Slowakei (Rádio Top 100) | Liste der Nummer-eins-Hits in der Slowakei (Rádio Top 100)                    | 2014 → |
| \| Zeitraum \| Wo. ges. \| Interpret \| Titel Autor(en) \| Zusätzliche Informationen \| \| (Zeitraum, Wochen auf Platz eins, Interpret, Titel, Autor[en], zusätzliche Informationen) \| \| \| \| \| \| ----------------------------------------------------------------------------------------- \| -------- \| ---------------------------------- \| ----------------------------------------------------------------------------- \| ----------------------------------------------------------------------------------------------------------------------------------------------------------- \| \| 51. Woche 2012 – 1. Woche 2013 3 Wochen \| 3 \| Alicia Keys \| Girl on Fire Alicia Keys, Jeff Bhasker, Salaam Remi, Billy Squier \| – \| \| 2.–3. Woche 2 Wochen (insgesamt 3) \| 3 \| Rihanna \| Diamonds Tor Erik Hermansen, Mikkel S. Eriksen, Sia Furler, Benjamin Levin \| – \| \| 4.–7. Woche 4 Wochen (insgesamt 5) \| 5 \| Asaf Avidan \| One Day / Reckoning Song (Wankelmut Remix) Asaf Avidan \| – \| \| 8. Woche 1 Woche (insgesamt 4) \| 4 \| Bruno Mars \| Locked Out of Heaven Bruno Mars, Philip Lawrence, Ari Levine \| – \| \| 9. Woche 1 Woche (insgesamt 5) \| 5 \| Asaf Avidan \| One Day / Reckoning Song (Wankelmut Remix) Asaf Avidan \| – \| \| 10.–11. Woche 2 Wochen (insgesamt 4) \| 4 \| Bruno Mars \| Locked Out of Heaven Bruno Mars, Philip Lawrence, Ari Levine \| – \| \| 12. Woche 1 Woche \| 1 \| Nela \| So in Love \| – \| \| 13. Woche 1 Woche \| 1 \| James Arthur \| Impossible Arnthor Birgisson, Ina Wroldsen \| – \| \| 14. Woche 1 Woche (insgesamt 4) \| 4 \| Bruno Mars \| Locked Out of Heaven Bruno Mars, Philip Lawrence, Ari Levine \| – \| \| 15.–24. Woche 10 Wochen (insgesamt 13) \| 13 \| Pink & Nate Ruess \| Just Give Me a Reason Pink, Nate Ruess, Jeff Bhasker \| Sowohl Pink als auch die Band Fun von Nate Ruess kamen bislang in der Slowakei nicht über Platz 13 hinaus, gemeinsam hatten sie den ersten Nummer-eins-Hit. \| \| 25.–26. Woche 2 Wochen \| 2 \| Calvin Harris feat. Ellie Goulding \| I Need Your Love Calvin Harris, Ellie Goulding \| – \| \| 27.–29. Woche 3 Wochen (insgesamt 13) \| 13 \| Pink & Nate Ruess \| Just Give Me a Reason Pink, Nate Ruess, Jeff Bhasker \| – \| \| 30.–31. Woche 2 Wochen \| 2 \| DJ Antoine \| Bella Vita Fabio Antoniali, Antoine Konrad \| – \| \| 32.–43. Woche 12 Wochen (insgesamt 13) \| 13 \| Avicii & Aloe Blacc \| Wake Me Up Tim Bergling, Mike Einziger, Aloe Blacc, Ash Pournouri \| Europaweit war das Stück des schwedischen DJs mit gesanglicher Unterstützung von Aloe Blacc in den Sommermonaten das erfolgreichste Lied. \| \| 44. Woche 1 Woche \| 1 \| Ellie Goulding \| Burn Ryan Tedder, Ellie Goulding, Greg Kurstin, Noel Zancanella, Brent Kutzle \| – \| \| 45. Woche 1 Woche (insgesamt 13) \| 13 \| Avicii & Aloe Blacc \| Wake Me Up Tim Bergling, Aloe Blacc, Mike Einziger \| – \| \| 46.–48. Woche 3 Wochen \| 3 \| OneRepublic \| Counting Stars Ryan Tedder \| – \| \| 49. Woche 1 Woche \| 1 \| John Newman \| Love Me Again John Newman, Steve Booker \| – \| \| 50. Woche 2013 – 4. Woche 2014 7 Wochen (insgesamt 11) \| 11 \| Avicii \| Hey Brother Tim Bergling, Ash Pournouri, Salem Al Fakir, Vincent Pontare \| – \| |                                                            |                                                            |                                                                               | |
| ← 2012 |                                                            |                                                            |                                                                               | → 2014 → |
| Zeitraum | Wo. ges.                                                   | Interpret                                                  | Titel Autor(en)                                                               | Zusätzliche Informationen |
| (Zeitraum, Wochen auf Platz eins, Interpret, Titel, Autor[en], zusätzliche Informationen) |                                                            |                                                            |                                                                               | |
| 51. Woche 2012 – 1. Woche 2013 3 Wochen | 3                                                          | Alicia Keys                                                | Girl on Fire Alicia Keys, Jeff Bhasker, Salaam Remi, Billy Squier             | – |
| 2.–3. Woche 2 Wochen (insgesamt 3) | 3                                                          | Rihanna                                                    | Diamonds Tor Erik Hermansen, Mikkel S. Eriksen, Sia Furler, Benjamin Levin    | – |
| 4.–7. Woche 4 Wochen (insgesamt 5) | 5                                                          | Asaf Avidan                                                | One Day / Reckoning Song (Wankelmut Remix) Asaf Avidan                        | – |
| 8. Woche 1 Woche (insgesamt 4) | 4                                                          | Bruno Mars                                                 | Locked Out of Heaven Bruno Mars, Philip Lawrence, Ari Levine                  | – |
| 9. Woche 1 Woche (insgesamt 5) | 5                                                          | Asaf Avidan                                                | One Day / Reckoning Song (Wankelmut Remix) Asaf Avidan                        | – |
| 10.–11. Woche 2 Wochen (insgesamt 4) | 4                                                          | Bruno Mars                                                 | Locked Out of Heaven Bruno Mars, Philip Lawrence, Ari Levine                  | – |
| 12. Woche 1 Woche | 1                                                          | Nela                                                       | So in Love                                                                    | – |
| 13. Woche 1 Woche | 1                                                          | James Arthur                                               | Impossible Arnthor Birgisson, Ina Wroldsen                                    | – |
| 14. Woche 1 Woche (insgesamt 4) | 4                                                          | Bruno Mars                                                 | Locked Out of Heaven Bruno Mars, Philip Lawrence, Ari Levine                  | – |
| 15.–24. Woche 10 Wochen (insgesamt 13) | 13                                                         | Pink & Nate Ruess                                          | Just Give Me a Reason Pink, Nate Ruess, Jeff Bhasker                          | Sowohl Pink als auch die Band Fun von Nate Ruess kamen bislang in der Slowakei nicht über Platz 13 hinaus, gemeinsam hatten sie den ersten Nummer-eins-Hit. |
| 25.–26. Woche 2 Wochen | 2                                                          | Calvin Harris feat. Ellie Goulding                         | I Need Your Love Calvin Harris, Ellie Goulding                                | – |
| 27.–29. Woche 3 Wochen (insgesamt 13) | 13                                                         | Pink & Nate Ruess                                          | Just Give Me a Reason Pink, Nate Ruess, Jeff Bhasker                          | – |
| 30.–31. Woche 2 Wochen | 2                                                          | DJ Antoine                                                 | Bella Vita Fabio Antoniali, Antoine Konrad                                    | – |
| 32.–43. Woche 12 Wochen (insgesamt 13) | 13                                                         | Avicii & Aloe Blacc                                        | Wake Me Up Tim Bergling, Mike Einziger, Aloe Blacc, Ash Pournouri             | Europaweit war das Stück des schwedischen DJs mit gesanglicher Unterstützung von Aloe Blacc in den Sommermonaten das erfolgreichste Lied.                   |
| 44. Woche 1 Woche | 1                                                          | Ellie Goulding                                             | Burn Ryan Tedder, Ellie Goulding, Greg Kurstin, Noel Zancanella, Brent Kutzle | – |
| 45. Woche 1 Woche (insgesamt 13) | 13                                                         | Avicii & Aloe Blacc                                        | Wake Me Up Tim Bergling, Aloe Blacc, Mike Einziger                            | – |
| 46.–48. Woche 3 Wochen | 3                                                          | OneRepublic                                                | Counting Stars Ryan Tedder                                                    | – |
| 49. Woche 1 Woche | 1                                                          | John Newman                                                | Love Me Again John Newman, Steve Booker                                       | – |
| 50. Woche 2013 – 4. Woche 2014 7 Wochen (insgesamt 11) | 11                                                         | Avicii                                                     | Hey Brother Tim Bergling, Ash Pournouri, Salem Al Fakir, Vincent Pontare      | – |